# Violet (film, 2021)
Pour les articles homonymes, voir Violet et Violet (homonymie).
Pour plus de détails, voir Fiche technique et Distribution.
Violet est un film dramatique américain de 2021 écrit, réalisé et coproduit par Justine Bateman dans son premier long métrage de réalisatrice. Il met en vedette Olivia Munn, Luke Bracey et Justin Theroux.
Violet suit Violet Morton, une réalisatrice de cinéma de 32 ans qui vit sa vie en écoutant sa peur (« The Voice »). Elle a pris ces décisions basées sur la peur pour éviter les « pires scénarios » potentiels dans sa vie amoureuse, sa vie de famille et sa vie professionnelle. Ces décisions l’ont éloignée de qui elle est réellement. Elle s'est habituée à ne pas être tout à fait elle-même et ne voit rien de mal, jusqu'à ce que le commentaire d'un ami lui fasse réaliser que The Voice lui a menti toute sa vie.
Le film a eu sa première mondiale à South by Southwest le 18 mars 2021. Il est sorti en salles en version limitée le 29 octobre 2021, avant la vidéo à la demande le 9 novembre 2021 par Relativity Media et Rogue Pictures.

## Synopsis
Violet (Olivia Munn) travaille comme chef de production pour une société cinématographique et connaît un succès incroyable. Cependant, à cause d'une voix perpétuelle dans sa tête (Justin Theroux), elle se sent profondément en insécurité.
La Voix (une voix masculine, représentant les pensées négatives de Violet) guide systématiquement la carrière et les décisions personnelles de Violet et la décourage de se confier à ses amis. Lorsque Violet croise Martin Woods, son ex-petit ami d'il y a sept ans, The Voice lui dit que Martin la trouve stupide et l'encourage à l'insulter pour uniformiser les règles du jeu.
Plus tard, au travail, le patron de Violet, Tom Gaines, la complimente pour son travail et rappelle un projet sur lequel elle avait travaillé plus tôt, Fox Run, un film expérimental basé sur un livre de poésie. Lorsque Violet parle de ce qu'elle aime dans le projet, il semble d'abord réceptif, mais utilise plus tard l'information pour la dénigrer, révélant qu'il ne soutiendra jamais le film.
Violet confie plus tard à son ami d'enfance Red qu'elle a peur de mal faire les choses car cela la laisse en danger et il l'encourage à faire des erreurs.
Violet commence à défier The Voice. Elle tend la main à Martin pour s'excuser d'avoir été impoli avec lui et il lui pardonne et s'excuse également pour son rôle dans leur rupture. Elle décide d'ignorer les appels du puissant directeur du film qu'elle fréquentait et entame une relation avec Red.
Lorsque Tom Gaines humilie Violet au travail en révélant qu'elle entretenait une relation amoureuse avec le dirigeant, Violet réagit en lui disant qu'elle est responsable du succès de son entreprise. Lorsqu'il la licencie, elle contacte immédiatement des financiers qu'elle connaît et qui sont intéressés par une expansion de la production. Elle parvient à devenir leur présidente de la production. La nouvelle société est enthousiasmée par Fox Run et Violet s'efforce d'en faire son prochain film.
Alors que les choses semblent bien se passer pour Violet, elle apprend que sa mère, dont elle était éloignée, est décédée. Alors qu'elle réserve dans un premier temps un vol pour se rendre aux funérailles, Violet se rend compte qu'il n'y a aucune raison de revenir en arrière, car la majorité de sa famille est cruelle et abusive à son égard.
Le frère de Violet l'appelle pour la confronter pour avoir raté les funérailles, et elle finit par lui couper la parole. La Voix dit à Violet qu'elle sera seule pour toujours et qu'elle mourra ensuite. Violet se rend compte que la voix ment ; elle est enfin libre.

## Fiche technique
- Titre original : Violet
- Titre français : Violet
- Réalisation : Justine Bateman
- Scénario : Justine Bateman
- Photographie : Mark Williams
- Montage : Jay Friedkin
- Musique : Vum
- Production :
- Sociétés de production :
- Pays de production : États-Unis
- Langue originale : anglais
- Format : couleur
- Genre : drame
- Durée : 92 minutes
- Dates de sortie[1] :
  - États-Unis : 18 mars 2021 (South by Southwest Film Festival)

## Distribution
- Olivia Munn : Violet
- Luke Bracey : Red
- Justin Theroux : The Voice (voix)
- Dennis Boutsikaris : Tom Gaines
- Erica Ash : Lila
- Zachary Gordon : Bradley (comme Zach Gordon)
- Todd Stashwick : Rick
- Bonnie Bedelia : Aunt Helen
- Peter Jacobson : Roger Vale
- Jim O'Heir : Dennis Fitcher
- Simon Quarterman : Martin
- Laura San Giacomo : Janice
- Rob Benedict : Fred Collins
- Keith Powers : Keith
- Cassandra Cardenes : Julie
- Al Madrigal : Darren Brightly
- Rain Phoenix : Rita
- Steve Agee : Boris
- Anne Ramsay : Vanessa
- Colleen Camp : Connie Campos
- Jason Dohring : Harry White
- Jordan Belfi : Ron Moore
- Kathleen Wilhoite : Waitress
- Annica Liljeblad : Astrid Becker

## Production
En mars 2018, Olivia Munn et Justin Theroux rejoignent le casting du film, Justine Bateman le réalisant à partir d'un scénario qu'elle a écrit. En juillet 2019, Luke Bracey rejoint le casting du film. En août 2019, Jason Dohring, Zachary Gordon et Laura San Giacomo rejoignent le casting du film, suivis en septembre 2019 par Todd Stashwick.

## Sortie
Violet a sa première mondiale à South by Southwest le 18 mars 2021. Il était prévu qu'il soit présenté en première au festival l'année précédente ; cependant, il a été annulé en raison de la pandémie de COVID-19,. En juillet 2021, Relativity Media acquiert les droits de distribution du film aux États-Unis. La Bourse gérait les ventes à l'étranger du film.
Il a eu sa première internationale au Festival international du film de Toronto 2021 le 9 septembre 2021. Il est sorti en version limitée le 29 octobre 2021, avant la vidéo à la demande le 9 novembre 2021.

## Récompenses et distinctions
- (en) Violet: Awards, sur l'Internet Movie Database